# Bras-sur-Meuse
 Bras-sur-Meuse  es una población y comuna francesa, en la región de Lorena, departamento de Mosa, en el distrito de Verdún y cantón de Charny-sur-Meuse.

## Demografía
| 261 | 310 | 483 | 513 | 486 | 550 |
| Para los censos de 1962 a 1999 la población legal corresponde a la población sin duplicidades (Fuente: INSEE [Consultar]) |     |     |     |     |     |